# فينتشلي رود (محطة مترو أنفاق لندن)
فينتشلي رود (بالإنجليزية: Finchley Road)‏ هي إحدى محطات مترو أنفاق لندن. تقع على خط ميتروبوليتان وجوبيلي أفتتحت في المنطقة (Zone) رقم 2 أفتتحت في 30 يونيو 1879.